# Зелений лібералізм
Зелений лібералізм, або ліберальний екологізм, — це лібералізм, який включає в свою ідеологію «зелену» політику. Зелені ліберали зазвичай ліберальні з соціальних питань і " зелені " з економічних. Термін «зелений лібералізм» був запроваджений політичним філософом Марселем Віссенбургом у його книзі «Зелений лібералізм: Вільне та зелене суспільство». Він стверджує, що лібералізм має відмовитися від ідеї абсолютних прав власності та прийняти обмеження, що обмежують свободу зловживання природою та природними ресурсами. Однак він відкидає контроль над зростанням населення та будь-який контроль над розподілом ресурсів як несумісні зі свободою особистості, віддаючи перевагу контролю з боку пропозиції: більш ефективному виробництву та обмеженню надвиробництва та надмірної експлуатації. Ця думка має тенденцію домінувати у русі, хоча критики кажуть, що вона фактично ставить індивідуальні свободи вище стійкості.

## Філософія
Зелений лібералізм дуже високо цінує Землю, наголошуючи на важливості того, щоб планета була передана наступному поколінню неушкодженою. Зелений лібералізм визнає, що природний світ перебуває у мінливому стані, і не прагне зберегти природний світ таким, яким він є. Проте він прагне мінімізувати збитки, завдані людиною природі, та сприяти відновленню пошкоджених територій. Зелений лібералізм прагне об'єднати ліберально-демократичні інститути та постулати, такі як рівність і свобода особистості, із захистом навколишнього середовища, спрямованим на зниження основних загроз для нього, таких як надмірне споживання та забруднення повітря.
З економічних питань зелені ліберали займають позицію десь між класичним лібералізмом (правоцентристським) та соціальним лібералізмом (лівоцентристським): зелені ліберали можуть виступати за меншу участь держави, ніж соціальні ліберали, але набагато більше, ніж класичні ліберали. Деякі зелені ліберали практикують вільний ринковий екологізм і, таким чином, поділяють деякі цінності із правим класичним лібералізмом чи лібертаріанством. Це одна з кількох причин, через які в політиці можливий альянс «синьо-зелених».
Історик Конрад Рассел, британський ліберал-демократ, член Палати лордів, присвятив одну з глав своєї книги «The Intelligent Person's Guide to Liberalism» по темі «зеленого лібералізму». Однак у літературному сенсі термін «зелений лібералізм» був запроваджений політичним філософом Марселем Віссенбургом у його книзі 1998 року «Зелений лібералізм: Вільне та зелене суспільство», серед інших.